# Przasnysz (gromada)
Przasnysz – dawna gromada, czyli najmniejsza jednostka podziału terytorialnego Polskiej Rzeczypospolitej Ludowej w latach 1954–1972.
Gromady, z gromadzkimi radami narodowymi (GRN) jako organami władzy najniższego stopnia na wsi, funkcjonowały od reformy reorganizującej administrację wiejską przeprowadzonej jesienią 1954 do momentu ich zniesienia z dniem 1 stycznia 1973, tym samym wypierając organizację gminną w latach 1954–1972.
Gromadę Przasnysz z siedzibą GRN w mieście Przasnyszu (nie wchodzącym w jej skład) utworzono 1 stycznia 1969 w powiecie przasnyskim w woj. warszawskim z części zniesionych gromad: Mchowo (wsie Mchowo, Mchówko, Trzcianka, Kijewice i Oględa), Węgra (wsie Grójec i Obrąb) i Rostkowo (wsie Golany, Klewki, Obrębiec, Rostkowo-Turowo i Załogi).
Gromada przetrwała do końca 1972 roku, czyli do kolejnej reformy gminnej. 1 stycznia 1973 w powiecie przasnyskim utworzono gminę Przasnysz.